# 8 Foot Sativa
Gli 8 Foot Sativa sono una band melodic death metal della Nuova Zelanda formata nel 1998. Il nome deriva dal numero di piante di marijuana che un membro della band possedeva.

## Storia

### Primi anni
Gli 8 Foot Sativa nacquero quando Brent Fox e Gary Smith si incontrarono alla Massey High School di Auckland, Nuova Zelanda. Entrambi i ragazzi amavano la musica metal e insieme iniziarono a suonare i primi pezzi. Peter 'Speed' Young della Kelston Boys' High School si aggiunse presto come batterista e 'Fat' Dave come bassista. Questa formazione iniziò a suonare cover dei Pantera, degli Iron Maiden, dei Judas Priest, dei Sepultura, dei Metallica e degli Slayer.
'Fat' Dave abbandonò però ben presto la band e Brent Fox divenne così bassista. La band trovò anche un nuovo cantante, Ari, con il quale il gruppo cominciò a comporre le prime canzoni. La band ben presto assunse Justin 'Jackhammer' Niessen come cantante, provocando l'abbandono di Ari.

### Hate Made Me (2002)
Nel 2002 gli 8 Foot Sativa pubblicarono il loro primo album, 'Hate Made Me', che vendette moltissimo in Nuova Zelanda (7500 copie). Ben presto però Young lasciò la band e fu rimpiazzato dal batterista dei Sinate, Sam Sheppard.

### Season For Assault (2003)
Nel 2003 gli 8 Foot Sativa pubblicarono il secondo album, 'Season For Assault', disco d'oro nella loro partia.
Niessen abbandonò però la band che, rimasta senza cantante, assunse il fratello di Sam Sheppards, Matt Sheppard.

### Breed the Pain (2005)
Con il nuovo cantante la band pubblicò il terzo album, Breed the Pain, nel 2005.
Matt Sheppard e Sam Sheppard lasciarono i 8 Foot Sativa dopo il Breed the Pain tour riformando la loro precedente band, i Sinate. La band si trovò così costretta ad assumere Sean Parkinson e Antony "Colonel" Folwell dei Reprobate.
Justin 'Jackhammer' Niessen tornò nella band dal 9 settembre al 17 settembre per cantare in alcuni concerti. A questo breve tour si aggiunse anche William Cleverdon.

### Poison of Ages (2006)
Ben Read, ex-Ulcerate, fu assunto come nuovo cantante e gli 8 Foot Sativa registrarono l'album Poison of Ages. Corey Friedlander, infortunato, non poté suonare per la registrazione dell'album e fu sostituito da Steven Westerberg dei Carnal Forge. William Cleverdon lasciò la band poco dopo la pubblicazione del nuovo CD.
Recentemente William Cleverdon è ritornato nella band come chitarrista. Corey Friedlander ha invece lasciato la band, rimpiazzato da Jamie Saint Merat.
In seguito a molti problemi legati all'etichetta discografica, Poison of Ages è stato pubblicato solo il 21 maggio 2007 dalla Sativa Records, etichetta di proprietà della band stessa.

## Discografia

### Album in studio
- 2002 - Hate Made Me (Intergalactic Records) - #43
- 2003 - Season for Assault (Intergalactic Records) - #6
- 2005 - Breed the Pain (Intergalactic Records)
- 2007 - Poison of Ages (Sativa Records)